# Bruno Nicolè
Bruno Nicolè (né le 24 février 1940 à Padoue en Vénétie et mort le 26 novembre 2019 à Pordenone (Frioul-Vénétie Julienne)) est un footballeur international italien qui évoluait au poste d'attaquant.

## Biographie
Bruno Nicolè commence sa carrière au poste d'attaquant avec le club de sa ville natale, à Calcio Padova sous la direction de Nereo Rocco (il joue le premier match de sa carrière en Serie A le 10 février 1957 lors d'une défaite 3-2 contre l'Inter) avant de rejoindre, en 1957, la Juventus Football Club avec laquelle il remporte trois championnats d'Italie et deux coupes d'Italie. Nicolè le jeune prometteur joue son premier match avec les bianconeri le 8 septembre 1957 lors d'une victoire de Serie A 3-2 sur l'Hellas Vérone.
Doué d'une bonne technique, il est vite appelé en équipe d'Italie et fait ses débuts dans un match amical contre la France le 9 novembre 1958 à tout juste dix-huit ans et y inscrit un doublé, devenant alors le plus jeune buteur de l'histoire de l'équipe d'Italie, il effectue au total huit sélections. 
Le 16 décembre 1958, Nicolè, considéré alors comme l'un des plus grands espoirs du football italien, obtient deux votes et termine à la 19e place du classement final du Ballon d'or 1958.
Cependant il ne réussit pas à confirmer plus tard son talent précoce, il quitte finalement la Juventus en 1963 (y jouant son dernier match le 28 avril 1963 lors d'une défaite 1-0 contre l'Inter) pour jouer successivement à l'AC Mantova, l'AS Roma, l'UC Sampdoria puis en Serie B à l'Alessandria Calcio pour y terminer sa carrière en 1967 à tout juste vingt-sept ans.

## Palmarès

### Club
| Juventus - Championnat d'Italie (3) : - Champion : 1957-58, 1959-60 et 1960-61. - Vice-champion : 1962-63. - Coupe d'Italie (2) : - Vainqueur : 1958-59 et 1959-60. - Coupe des Alpes (1) : - Vainqueur : 1963. |  | AS Roma - Coupe d'Italie (1) : - Vainqueur : 1963-64. |

### Distinction personnelle
- Nommé au Ballon d'or en 1958 (19e).